# Gare de Grisy-Suisnes
La gare de Grisy-Suisnes est une ancienne gare ferroviaire française de la ligne de Paris-Bastille à Marles-en-Brie (dite aussi ligne de Vincennes), située sur le territoire de la commune de Grisy-Suisnes, dans le département de Seine-et-Marne en région Île-de-France.
Mise en service en 1892 par la Compagnie des chemins de fer de l'Est, elle est fermée au trafic voyageurs en 1949 par la Société nationale des chemins de fer français (SNCF). C'est aujourd'hui le musée de la Rose.

## Situation ferroviaire
Établie à 98 m d'altitude, la gare de Grisy-Suisnes est située au point kilométrique (PK) 40,416 de la ligne de Paris-Bastille à Marles-en-Brie, entre les gares de Brie-Comte-Robert (fermée) et Coubert - Soignolles (fermée). Le tronçon de ligne qui passe en gare, fermé et déclassé, fait partie du Chemin des Roses.

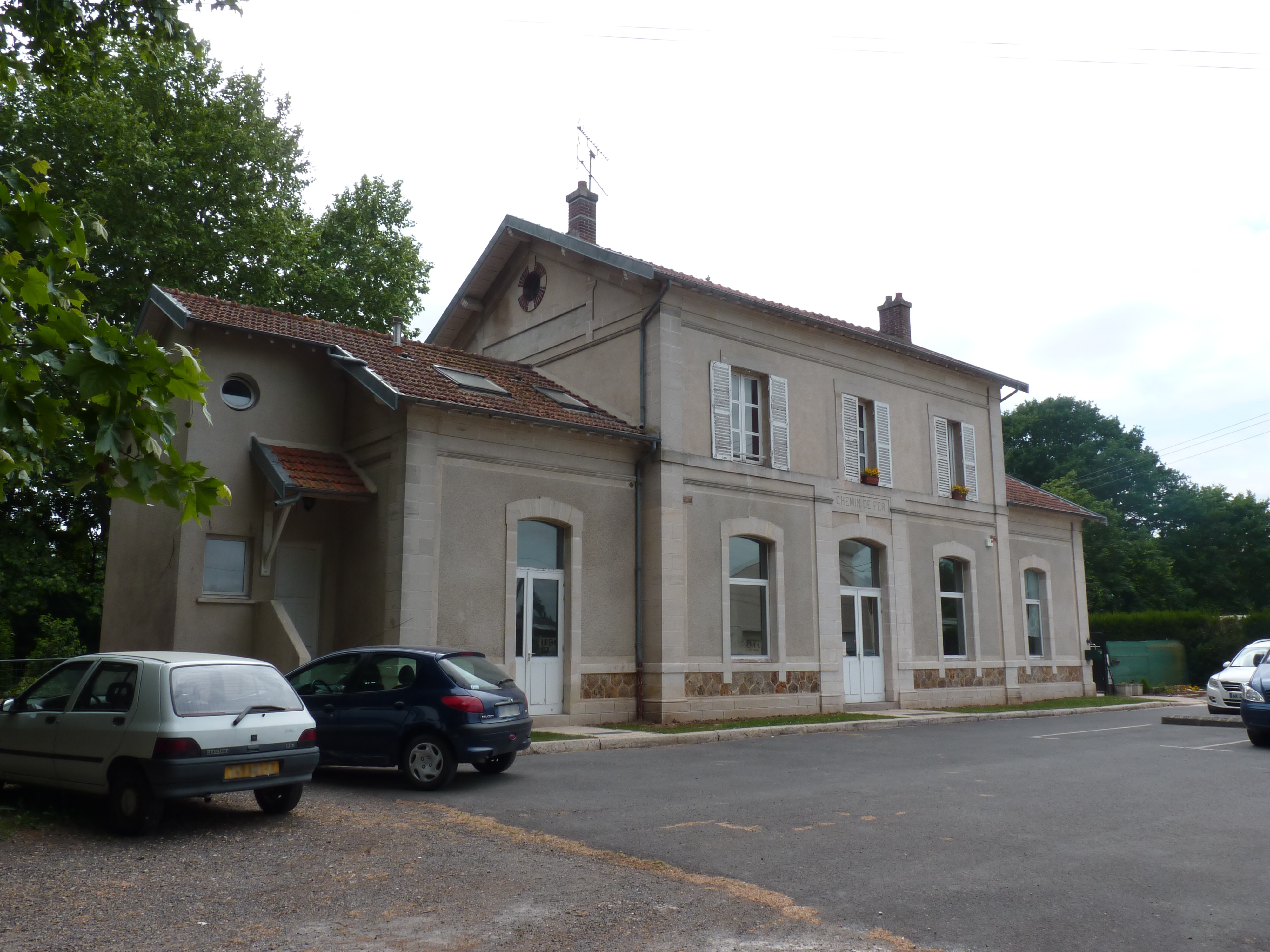
L'ancien bâtiment voyageurs en 2011.

## Histoire
La Compagnie des chemins de fer de l'Est met en service la gare lors de l'ouverture du prolongement de la ligne de Vincennes jusqu'à Verneuil-l’Étang le 1er juillet 1892.
La gare est fermée au trafic de voyageurs dès le 17 juillet 1939 du fait de sa faible desserte. Toutefois, le déclenchement de la Seconde Guerre mondiale provoque un retour provisoire du trafic. La gare est même rouverte un temps au trafic, avec quelques trains par jour. Après guerre, les fermetures reprennent : le tronçon entre Brie-Comte-Robert et Verneuil-l'Étang est fermé au trafic voyageurs en 1947. L’activité de cette section est dès lors limitée au trafic de marchandises, avec passage en voie unique en 1963-1964.
Depuis la gare n'est plus réutilisée. Le bâtiment voyageurs est devenu un local pour les associations.
Il abrite depuis l'été 2013 le musée de la Rose, ouvert tous les dimanches.